# 1984 au Nouveau-Brunswick
Chronologie du Nouveau-Brunswick
- 1980
- 1981
- 1982
- 1983
- 1984
- 1985
- 1986
- 1987
- 1988

Cette page concerne des événements d'actualité qui se sont produits durant l'année 1984 dans la province canadienne du Nouveau-Brunswick.

## Événements
- 6 juin : Fondation du journal L'Acadie Nouvelle.
- 29 juin : le député fédéral libéral de Westmorland—Kent Roméo LeBlanc est nommé sénateur.
- 9 juillet : le député fédéral libéral de Madawaska—Victoria  Eymard Corbin est nommé sénateur.
- 4 septembre : lors des élections fédérales, les conservateurs remportent 9 sièges dans la province contre seulement un pour les libéraux.
- 13 septembre : le pape Jean-Paul II visite le Nouveau-Brunswick à l'occasion de sa tournée canadienne.
- 25 septembre : le premier ministre du Nouveau-Brunswick Richard Bennett Hatfield est accusé de possession de drogue (35 g de cannabis ayant été trouvé dans son sac) lors de la visite officielle de la reine Élisabeth II dans la province. Il sera finalement acquitté.
- 26 novembre : lors des deux élections partielles provinciales, le Progressiste-conservateur Donald Marmen l'emporte Madawaska-Centre à la suite de la démission de Gérald Clavette et le néo-démocrate Peter Trites l'emporte Saint John-Est à la suite de la démission de Gerald Merrithew pour se présenter sa candidature à l'élection fédérale et devient le premier (et seul) candidat de ce parti politique à remporte une élection partielle au Nouveau-Brunswick[1].
- 21 décembre : la députée libérale de Riverview Brenda Robertson est nommée au sénat.

## Naissances
- 18 juin : James Sanford, joueur de hockey sur glace.
- 18 août : Eric Neilson, joueur de hockey sur glace.
- 15 décembre : David Mitchell, joueur de hockey sur glace.

## Décès
- Andrew Wesley Stuart, député.
- 13 septembre : Daniel Riley, député et sénateur.
- 25 septembre : Walter Pidgeon, acteur.